# Live 2011: Get Your Sting and Blackout
Live 2011: Get Your Sting and Blackout es el quinto álbum en vivo de la banda alemana de hard rock y heavy metal Scorpions, publicado en 2011 por Sony Music. Su grabación se realizó el 15 de abril de 2011 en el recinto Saarlandhalle de Saarbrücken (Alemania), en el marco de la gira musical Get Your Sting and Blackout World Tour. Editado como un doble disco compacto y en blu-ray, es la primera producción en video de larga duración de la banda en ser registrado con la tecnología 3D.

## Antecedentes y grabación
El 24 de enero de 2010 Scorpions publicó un comunicado anunciando que pondría fin a su carrera con el álbum Sting in the Tail y se despediría del público con la gira musical Get Your Sting and Blackout World Tour que, hasta ese entonces, ya contemplaba presentaciones en vivo hasta el 2011. Debido al éxito del tour, se decidió grabar un álbum en vivo tanto en formato audio como en video, para «hacer justicia al poder del espectáculo en vivo y al impacto emocional de alta energía de la gira final». Después de ver la película Avatar en el Universal Studios Hollywood, el guitarrista Rudolf Schenker propuso registrar el concierto en 3D. Así que contrataron al director Gerd F. Shultze y la compañaía Music-Delight GmbH, pues ya habían trabajado con esa tecnología en producciones de otros artistas como Michael Jackson, Bryan Adams, Joe Cocker y Santana.
La grabación se realizó el 15 de abril de 2011 en el recinto Saarlandhalle de Saarbrücken (Alemania). El registro en video se llevó a cabo mediante una unidad móvil que comandaba once cámaras 3D, diez de ellas fijas y una de mano.

## Lanzamiento
Live 2011: Get Your Sting and Blackout salió al mercado el 14 de octubre de 2011 como premisa exclusiva solo en las tiendas europeas MediaMarkt, en los formatos blu-ray en 3D y doble disco compacto. Posteriormente, las distintas filiales de Sony Music lo pusieron a la venta en otros países, por ejemplo, Legacy Recordings lo publicó en los Estados Unidos el 24 de enero de 2012.

## Lista de canciones

### Disco uno
| N.º | Título                         | Escritor(es)                            | Duración |  |
| 1.  | «Ladies and Gentleman» (intro) |                                         | 0:35     |  |
| 2.  | «Sting in the Tail»            | Schenker, Meine                         | 3:27     |  |
| 3.  | «Make It Real»                 | Schenker, Rarebell                      | 3:57     |  |
| 4.  | «Bad Boys Running Wild»        | Schenker, Meine, Rarebell               | 3:55     |  |
| 5.  | «The Zoo»                      | Schenker, Meine                         | 5:43     |  |
| 6.  | «Loving You Sunday Morning»    | Schenker, Meine, Rarebell               | 4:47     |  |
| 7.  | «The Best Is Yet to Come»      | Schenker, Bazilian, Thomander, Wikström | 6:57     |  |
| 8.  | «Send Me an Angel»             | Schenker, Meine                         | 4:24     |  |
| 9.  | «Holiday»                      | Schenker, Meine                         | 6:41     |  |
| 10. | «Tease Me Please Me»           | Meine, Rarebell, Jabs, Vallance         | 5:31     |  |
| 11. | «Kottak Attack»                | Kottak                                  | 3:02     |  |

### Disco dos
| N.º | Título                         | Escritor(es)                               | Duración |  |
| 1.  | «Blackout»                     | Schenker, Meine, Rarebell, Sonja Kittelsen | 4:32     |  |
| 2.  | «Six String Sting»             | Jabs                                       | 3:01     |  |
| 3.  | «Big City Nights»              | Schenker, Meine                            | 6:24     |  |
| 4.  | «Still Loving You»             | Schenker, Meine                            | 6:43     |  |
| 5.  | «Wind of Change»               | Meine                                      | 5:25     |  |
| 6.  | «Rock You Like a Hurricane»    | Schenker, Meine, Rarebell                  | 6:22     |  |
| 7.  | «When the Smoke is Going Down» | Schenker, Meine                            | 4:14     |  |

### Blu-ray en 3D
| N.º | Título                         | Escritor(es)                           | Duración |  |
| 1.  | «Ladies and Gentleman» (intro) |                                        | 1:48     |  |
| 2.  | «Sting in the Tail»            | Schenker, Meine                        | 3:27     |  |
| 3.  | «Make It Real»                 | Schenker, Rarebell                     | 3:37     |  |
| 4.  | «Bad Boys Running Wild»        | Schenker, Meine, Rarebell              | 3:51     |  |
| 5.  | «The Zoo»                      | Schenker, Meine                        | 5:50     |  |
| 6.  | «Coast to Coast»               | Schenker                               | 5:12     |  |
| 7.  | «Loving You Sunday Morning»    | Schenker, Meine, Rarebell              | 4:03     |  |
| 8.  | «The Best Is Yet to Come»      | Schenker, Bazilian, Thomander Wikström | 5:48     |  |
| 9.  | «Send Me an Angel»             | Schenker, Meine                        | 3:50     |  |
| 10. | «Holiday»                      | Schenker, Meine                        | 6:22     |  |
| 11. | «Raised on Rock»               | Meine, Andersson, Hansen               | 4:03     |  |
| 12. | «Tease Me Please Me»           | Meine, Rarebell, Jabs, Vallance        | 5:23     |  |
| 13. | «Dynamite»                     | Schenker, Meine, Rarebell              | 4:00     |  |
| 14. | «Kottak Attack»                | Kottak                                 | 6:49     |  |
| 15. | «Blackout»                     | Schenker, Meine, Rarebell, Kittelsen   | 3:52     |  |
| 16. | «Six String Sting»             | Jabs                                   | 3:00     |  |
| 17. | «Big City Nights»              | Schenker, Meine                        | 7:04     |  |
| 18. | «Still Loving You»             | Schenker, Meine                        | 6:02     |  |
| 19. | «Wind of Change»               | Meine                                  | 5:05     |  |
| 20. | «Rock You Like a Hurricane»    | Schenker, Meine, Rarebell              | 6:47     |  |
| 21. | «When the Smoke is Going Down» | Schenker, Meine                        | 3:00     |  |
| 22. | «Behind the scene»             |                                        |          |  |

## Posicionamiento en listas musicales
| País          | Lista (2011-2012)  | Posición |
| ------------- | ------------------ | -------- |
| Bélgica       | Ultratop (Valonia) | 105      |
| Corea del Sur | Gaon Chart         | 92       |

## Créditos
| - Klaus Meine: voz - Rudolf Schenker: guitarra rítmica, guitarra líder y coros - Matthias Jabs: guitarra líder, talk box y coros - Pawel Maciwoda: bajo y coros - James Kottak: batería y coros | - Gerd F. Shultze: producción y dirección - Marc Ebermann: edición de video - Markus Maschke y Ulf Ronneberger: ingeniería de sonido - Ryan Smith: masterización |

Fuente: Folleto de notas de Live 2011: Get Your Sting and Blackout.